# Fremde Stadt
Fremde Stadt ist der Titel eines Hollywood-Films aus dem Jahr 1947. Der Film erschien auch unter dem Titel Die Modellstadt. Er war einer der ersten Filme, die sich mit der jungen Disziplin Meinungsforschung beschäftigen. Das Drehbuch war inspiriert durch die gemeindesoziologischen Middletown-Studien in Muncie (Indiana) des Soziologenpaars Robert S. Lynd und Helen M. Lynd.

## Handlung
Der erfolglose Meinungsforscher Rip Smith entdeckt zufällig die idyllische US-Kleinstadt Grandview, deren Bevölkerung statistisch genau den US-Durchschnitt widerspiegelt, und somit bei Umfragen das gleiche Ergebnis wie eine Umfrage in der gesamten US-Bevölkerung liefert.
Smith vermarktet zunächst seine Entdeckung und veranstaltet als Versicherungsagent getarnt geheime Umfragen, gerät dann aber in Konflikt mit der Chefredakteurin der einzigen örtlichen Zeitung, als diese neue Schulen, und ein neues Bürgerzentrum in der Kleinstadt errichten lassen will, und Lobbyarbeit im Stadtrat dafür leistet.
Smith befürchtet, dass seine neuentdeckte „Magische Stadt“ durch Zuzug von Neubürgern dann nicht mehr repräsentativ sein könnte, und engagiert sich deshalb sehr gegen die Neuerungen, denn seine Entdeckung verhilft ihm bereits zu neuem beruflichem Erfolg. In einer emotionalen Rede schmeichelt er dem Bürgermeister und der Stadt.
Als die Bewohner der Kleinstadt dann aber durch einen Zeitungsartikel stolz ihre Rolle und gemeinsame Verantwortung entdecken, beschließen sie, einerseits ihre Kleinstadt besser zu vermarkten, andererseits schaffen sie sich nun kleine Bibliotheken an, und diskutieren viel miteinander, um bei den Umfragen durch mehr Bildung auch immer ausreichend über das jeweilige Thema informiert zu sein.
Touristen und Neubürger strömen nun nach Grandview. Die Stadt erlebt dadurch einen kurzen wirtschaftlichen Boom – der allerdings nur so lange dauert, bis die nun (zu) gut informierten Bewohner gemeinsam Entscheidungen in Umfragen treffen, die nicht mehr repräsentativ für die gesamten USA sind (etwa Kann eine Frau Präsident der USA sein? Antwort der Einwohner darauf: Ja.).
Daraufhin wird die (nun nicht mehr durchschnittliche) Kleinstadt wegen dieser „unsinnigen“ Umfrageergebnisse zum Gespött des ganzen Landes, es gilt plötzlich als peinlich, in Grandview zu leben, und Smith, der sich enttäuscht dem Alkohol zuwendet, ist seine neue Einnahmequelle wieder los. In der verspotteten Stadt ziehen sich die Bürger aus der Zivilgesellschaft zurück und äußern sich nicht mehr über Politik, das ehemals selbstbewusste offene Gemeinwesen versinkt in Depressionen. Der korrupte Bürgermeister, der zur Blütezeit noch vollmundig angekündigt hatte, man werde die geforderte Schule nun bauen (mit den eigenen Händen, wenn nötig) versucht, die öffentlichen Grundstücke für Schule und Bürgerzentrum heimlich zu privatisieren.
Am Ende finden Smith und die Redakteurin aber doch noch in einer Liebesaffäre zueinander. Für die neue Schule und das Bürgerzentrum demonstriert nun die Jugend der Kleinstadt erfolgreich mit einem Marsch zum Rathaus. Als der dort versammelte Rat der Stadt durch den Protest von der heimlich geplanten Privatisierung des öffentlichen Grundes erfährt, bricht große Empörung unter den Einwohnern aus, das Vorhaben wird gestoppt. Man erinnert sich nun an den einstigen Gemeinsinn und beschließt, stattdessen das Bürgerzentrum gemeinsam zu bauen, indem jeder dazu beiträgt, was er kann. Neue Hoffnung entsteht.

## Produktion
Hauptdarsteller James Stewart hatte gerade Ist das Leben nicht schön? unter der Regie von Frank Capra abgedreht, der noch in der Nachbereitungsphase war, als er durch das Engagement von Lew Wasserman die Hauptrolle in Fremde Stadt erhielt. Das unabhängige Projekt wurde von Robert Riskin produziert, der in zahlreichen Capra-Filmen das Drehbuch verfasst hatte. Zeitgenössische Gerüchte besagten, dass Riskin auch die Regie des Films übernommen habe und William Wellman erst in der letzten Woche als Regisseur fungiert habe, doch Wellman übernahm später die Verantwortung für den Film:

„Ich steckte von Anfang an in der Sache drin, und ich wünschte, ich hätte das nie angefangen. Es war hundsmiserabel! Es ist nicht meine Art von Film.“

Der Film wurde ein Flop an den Kinokassen und führte dazu, dass James Stewart in seinen Rollen einen Imagewandel begann und in folgenden Filmen wie Kennwort 777 und zahlreichen Western deutlich kantigere und härtere Charaktere darstellte. In Deutschland wurde Fremde Stadt zum ersten Mal 1986 im Fernsehen gezeigt.

## Kritiken
Die zeitgenössische Kritik verriss den Film weitgehend, was unter anderem an der Fehlbesetzung James Stewarts als draufgängerischem New Yorker lag. Stewart selbst befand später, dass seine Rolle „aus einzelnen Teilen bestand, die sich jedoch nicht zu einem Ganzen zusammenfügten.“ Dies ist nicht zuletzt auch darauf zurückzuführen, dass Nebendarsteller Donald Meek während der Dreharbeiten verstarb und daher Szenen in kurzer Zeit umgeschrieben werden mussten. Die Grundidee des Films wurde zwiespältig aufgenommen: Der Film „ist so ungewöhnlich, daß er Applaus […] und so unrealistisch, daß er einen Verriß verdient“, schrieb Photoplay.
Weitere Kritiken am Film betrafen den „wirre[n] Plot und das sentimentale, theatralische Gehabe […]. Was anscheinend als gutmütige Satire gedacht war, kam als zähes, klebriges Stück heraus.“ Der Film verfüge zwar „über eine Menge komischer Einsprengsel […], verliert sich letztlich [aber] in einer unverzeihlich öden Nebenhandlung um die Versuche der Bürger, das Geld für ein neues Gebäude der Stadtverwaltung aufzutreiben und leidet auch unter der Tatsache, daß sich Stewarts moralische Bekehrung fast unmerklich vollzieht.“
Der Filmdienst sah in Fremde Stadt eine „amüsante Komödie um Bürgersinn und Gemeinschaft, inszeniert mit hübschen Einfällen in der optimistischen Art der Filme von Frank Capra“, während andere Kritiker schrieben: „Wenn es etwas gab, das noch fragwürdiger war als Capracorn, dann war es Capracorn ohne Capra.“